# Adam Logan
Pour les articles homonymes, voir Adam et Logan.
Adam Logan (né en 1975 à Kingston en Ontario) est un joueur de Scrabble canadien.  Il est le champion du monde actuel de Scrabble anglophone ayant remporté le titre mondial à Londres, Royaume-Uni en 2005. Il est membre de la National Scrabble Association d'Amérique du Nord et a remporté le championnat d'Amérique du Nord et le championnat du Canada de Scrabble anglophone en 1996. Seuls deux joueurs (Logan et Joel Wapnick) ont remporté le championnat du Canada, d'Amérique du Nord et du monde. Il a passé deux ans en Angleterre et était premier du classement du Royaume-Uni.
Il est professeur de mathématiques tout comme le champion du monde francophone de 2006 Pascal Fritsch. Il a complété sa première licence en 1995 à l'Université de Princeton ainsi qu'un doctorat à l'Université Harvard en 1999 et un cours post-doctoral à l'Université McGill entre 2002 et 2003. Il a travaillé comme analyste quantitatif chez D. E. Shaw & Cie à New York de 2006 à 2009. Il habite actuellement[Quand ?] à Ottawa.

## Palmarès
- Premier du classement d'Amérique du Nord en 1997
- Détient le record pour le plus grand nombre de victoires aux championnats du monde (23 sur 27 en 2005)

- Or : Championnat du monde 2005
- Or : North-American Scrabble Championship 1996
- Or : Brand's Crossword game King's cup 2017
- : Championnat du Canada 1996 2005 2008 2013
- Boston area Tournament 1993 1998 2007
- Argent  : Championnat du Canada 2000 2011
- Argent   : Causeway Challenge 2017
- Argent   : Boston area Tournament 2009 2014
- Bronze :  Niagara Falls 2016
- Bronze : Boston area Tournament 2008

| Année | World SC | Wespac | North American SC | King's Cup | Canadian SC | Niagara Falls | Causeway |
| ----- | -------- | ------ | ----------------- | ---------- | ----------- | ------------- | -------- |
| 1989  |          |        | 26e               |            |             |               |          |
| 1990  |          |        | 16e               |            |             |               |          |
| 1991  | ___      |        |                   |            |             |               |          |
| 1992  |          |        | ___               |            |             |               |          |
| 1993  | 11e      |        |                   |            |             |               |          |
| 1994  |          |        | 12e               |            |             |               |          |
| 1995  | 20e      |        |                   |            |             |               |          |
| 1996  |          |        | Or                |            | Or          |               |          |
| 1997  | 9e       |        |                   |            |             |               |          |
| 1998  |          |        | 21e               |            | 4e          |               |          |
| 1999  | 4e       |        |                   |            |             |               |          |
| 2000  |          |        | 4e                |            | Argent      |               |          |
| 2001  | 10e      |        |                   |            |             |               |          |
| 2002  |          |        | 37e               |            |             |               |          |
| 2003  |          |        |                   |            | ___         |               |          |
| 2004  |          |        | 8e                |            |             |               |          |
| 2005  | Or       |        | ___               |            | Or          |               |          |
| 2006  |          |        | ___               |            |             |               |          |
| 2007  | 25e      |        | ___               |            |             |               |          |
| 2008  |          |        | ___               |            | Or          |               |          |
| 2009  | ___      |        | 4e                |            |             |               |          |
| 2010  |          |        |                   |            |             |               |          |
| 2011  | 9e       |        |                   |            | Argent      |               |          |
| 2012  |          |        |                   |            |             |               |          |
| 2013  | 10e      |        |                   |            | Or          |               |          |
| 2014  | 4e       |        |                   |            |             |               |          |
| 2015  |          | 28e    |                   |            |             |               |          |
| 2016  | 6e       |        |                   |            | Or          | 13e           |          |
| 2017  |          | 8e     |                   |            |             | Bronze        |          |
| 2018  |          |        |                   |            | 11e         | Or            | Argent   |